# Gertrud Elisabeth Mara

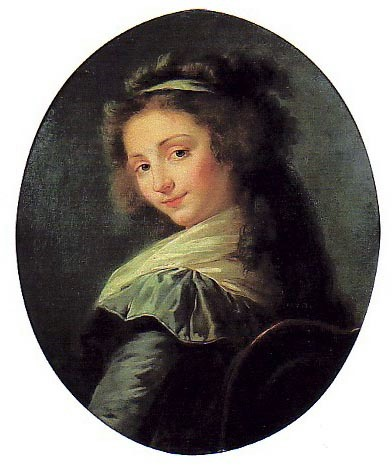
Gertrud Elisabeth Mara de Marie-Louise-Élisabeth Vigée-Lebrun.

Gertrud Elisabeth Mara (23 de fevereiro de 1749 - 20 de janeiro de 1833) foi uma famosa soprano alemã da época do barroco. Nascida Gertrud Elisabeth Schmeling, em seu momento foi conhecida simplesmente como Mara, apelido do seu marido. Foi uma das primeiras cantoras não italianas a gozar de grande sucesso.

## Origens
Nasceu em Kassel, Alemanha a 23 de fevereiro de 1749 no seio de uma família de músicos de escassos recursos. Pôde encontrar-se desde pequena com a música e já a uma curta idade era reconhecida como uma menina prodígio. A sua mãe faleceu poucos meses após o seu nascimento e diz-se que o seu pai costumava a atar a uma cadeira enquanto trabalhava na sua oficina arranjando instrumentos. Foi muito delicada de saúde em seus anos de menina, segundo muitos devido à imobilização à que foi submetida por parte do seu pai.
Sendo ainda muito pequena começou a tocar os instrumentos que seu pai arranjava e com tão só umas poucas classes a menina foi capaz de tocar o violino a duo de maneira fluída.
Com 8 anos de idade apresentou-se numa feira em Frankfurt am Main, acompanhada por seu pai causando grande impacto. Ofereceram-lhe uma bolsa e pôde viajar a Viena com seu pai para receber treinamento formal.
Pai e filha partiram a Viena em 1759 para dar concertos. Nesse momento o embaixador Inglês aconselhou a seu pai para levá-la a Londres a receber formação musical formal. Com a ajuda do embaixador, alguns amigos influentes e da mesma rainha a jovem Gertrude foi levada a Londres em onde no entanto foi convencida de deixar o violino, um instrumento que na época era considerado muito masculino e dedicar-se ao canto.
Na capital londrina recebeu treinamento vocal com o maestro Paradisi. Depois de seu estadia em Inglaterra voltou a Dresden onde lhe foi impossível conseguir um contrato na corte pois o rei Federico II só ouvia a cantores italianos.

## Estreia
Acolhida por Johann Adam Hiller na sua academia em Leipzig permaneceu sobre a sua protecção e educação por 5 anos. Apresentou-se em 1766 nos concertos organizados em Leipzig por Hiller como membro da ópera de Dresden. Passou depois a Berlim onde em 1771 lhe foi oferecido um contrato vitalício na ópera da corte, apesar do desgosto de Federico II pelos cantores alemães.
Neste período conheceu ao cellista Johann Baptist Mara e decidiu casar-se com ele apesar dos conselhos de suas amizades. O rei Federico II opôs-se firmemente ao casamento e negou o seu consentimento duas vezes.
A reacção do Rei produziu-lhe um semfim de problemas à cantora e rogou-lhe repetidamente para que cancelasse o contrato que a unia à corte. Neste período o rei tratou a Gertrude como uma verdadeira escrava na corte, a fazia chamar a horas inauditas para que lhe cantasse e a obrigava aceitar papéis no teatro que a cantora aborrecia.
Após 7 anos na corte de Dresden a cantora pôde ser libertada do contrato sem nenhum tipo de indemnização depois da perda do interesse musical do Rei que pela aquela época se viu imposibilitado de tocar a flauta devido à perda de seus dentes atacantes.

## Sucesso na Europa
Em 1780 apareceu em Viena ao lado de Ann Storace, outra génio de seu tempo. O público recebeu-a de maneira fria e Mara preferiu partir antes do confronto. Com uma carta da Emperatriz a Maria Antonieta passou pela Alemanha, Bélgica e Holanda com grande sucesso.
Em Munique ouviu-a Mozart mas não foi de seu agrado. Numa carta escreveu a 13 de novembro de 1780: “Mara não teve a boa fortuna de me gostar. Faz muito pouco para ser comparada com uma Bastardella (ainda que é este seu estilo peculiar), e muito como para tocar o coração como uma Aloisa Weber ou qualquer cantor prudente”.
Em março de 1781 apareceu novamente em Viena e ao ano seguinte fez a sua estreia em Paris em onde foi notório o seu confronto com Luiza Todi que dividiu a públicos e críticos em duas facções notoriamente marcadas.

## Sucesso em Londres
O verdadeiro sucesso chegou-lhe em Londres na primavera de 1784. Apareceu primeiro ante públicos reduzidos e atingiu seu consagração actuando na abadia de Westminster na comemoração de Handel ante 3000 pessoas. Apresentar-se-ia consecutivamente neste evento até 1787. No teatro foi aclamada sua apresentação em “Didone Abbandonata”.
Em 1787 apareceu como Cleopatra numa nova produção conmemorativa de Giulio Cessar de Handel com um sucesso tal que a ópera seguiu sendo representada durante todo o ano e as temporadas subseguintes.
Após 1791 cantou ocasionalmente no palco e centrou sua actividade em concertos e recitais.
Neste período estabeleceu a sua residência em Londres o que não lhe impediu seguir apresentando no continente, assim apareceu em Turim em 1787 e Veneza em 1788 e 1791.
Apresentou-se em Londres até 1802. Para cerca de 1000 pessoas a ovacionarão em seu concerto de despedida.

## Na Rússia
Contratada como maestra de canto na capital russa, Mara partiu para Moscovo em 1802. Naquela cidade adquiriu grande número de bens e fortuna graças à fama que a precedia. Em 1812 no entanto perdeu todos seus bens depois do incêndio da cidade.
Partiu então para Tallinn nos Países Bálticos onde foi recebida com grande entusiasmo. Subsistindo graças às classes de canto que dava.

## Regresso a Londres
Em 1819 Mara teve a estranha ideia de voltar aos palcos que a vissem triunfar para mais de 20 anos. Viajou a Londres em onde lha anunciava nos jornais como “Uma muito celebrada cantora de quem não temos a liberdade de mencionar”. Apareceu no King’s Theatre com 70 anos de idade e quando se descobriu que não ficava nenhum rastro da sua voz, a cantora não voltou a aparecer e partiu novamente para Reval.
Seus últimos anos de vida estiveram marcados pelas penúrias económicas. Faleceu na mais absoluta miséria em Reval, Letónia  a 20 de janeiro de 1833 com 84 anos de idade. Alguns anos antes Goethe tinha-lhe dedicado um poema seu chamado "Sangreich war dein Ehrenweg" datado em Weimar em 1831.

## Sua voz e figura
A voz de Mara era excepcional pela extensão, beleza, agilidade e o estilo com que sabia usar o seu instrumento. Seu registo partia no Dó central e estendia-se sem problemas até o Mé sobreagudo. Possuía também uma grande inteligência musical fruto de seus arduos estudos em Londres e Leipzig. Era excepcionalmente boa nas arias lentas e expressivas nas que a beleza do timbre se luzia em toda suas possibilidades.
Seus dotes como actriz foram mais bem modestos e foi por isso que a sua actividade se centrou mais que nada em oratórios, recitais e concertos.
Reconhece-lha unanimemente como a primeira grande cantora alemã em atingir fama.